# Рухиет
Дворец конгрессов и искусств «Рухиет» (туркм. Ruhyýet köşgi) — дворец в Ашхабаде. Во дворце проводятся официальные государственные мероприятия, форумы, совещания, встречи, съезды, инаугурации, концерты. Вместимость внутренних помещений, их техническое оснащение и комфорт в полной мере позволяют проводить и освещать события на высшем международном уровне. Наряду с официальными мероприятиями здесь проходят концерты, выставки, праздничные торжества. Дворец возвела французская компания Bouygues.
Дворец «Рухиет» украшает величественный ковёр-гигант «Президент» (площадью 294 м², размером 14×21 м, весом 1т 105 г).
В октябре 2008 года напротив дворца был построен фонтан стоимостью 6,6 млн долл. США.
Дворец изображен на оборотной стороне банкноты номиналом 10000 манат Банка Туркменистана образца 2000 года и 20 манат образца 2009 года.

## Галерея
- Встреча глав прикаспийских государств, 2002 год
- 10000 манат Туркменистана
- 20 манат Туркменистана